# Цименна
Цименна́ — село в окрузі Бановці-над-Бебравою Банськобистрицького краю Словаччини. Станом на грудень 2015 року в селі проживала 271 людина.
Протікає річка Галачовка.

## Населення
| Рік:            | 1994. | 2004.   | 2014.    | 2024.   |
| --------------- | ----- | ------- | -------- | ------- |
| Кількість осіб: | 84    | 83      | 94       | 100     |
| Різниця:        |       | -1,19 % | +13,25 % | +6,38 % |

| Рік:            | 2023. | 2024.   |
| --------------- | ----- | ------- |
| Кількість осіб: | 101   | 100     |
| Різниця:        |       | -0,99 % |